# ティルネルヴェーリ
ティルネルヴェーリ（タミル語: திருநெல்வேலி、英語: Tirunelveli）は、インド南部のタミル・ナードゥ州にある都市。ティルネルヴェーリ県の県庁所在地であり、同県ティルネルヴェーリ郡の中心都市である。

## 地理
タミル・ナードゥ州南西部のティルネルヴェーリ県の東部中央に位置する。州内の主要都市までの距離を以下に示す。
- チェンナイまで 598km
- ティルッチラーッパッリまで 279km
- マドゥライまで 151km
- コーヤンブットゥールまで 378km
- カンニヤークマリまで 91km

## 政治
ティルネルヴェーリでは、2001年の州議会議員選挙ではAIADMKのナーヤナール・ナーゲーンドランが当選したが、2006年の州議会議員選挙ではDMKのN・マライ・ラージャンが当選した。